# YOKOHAMA NAVYBLUE

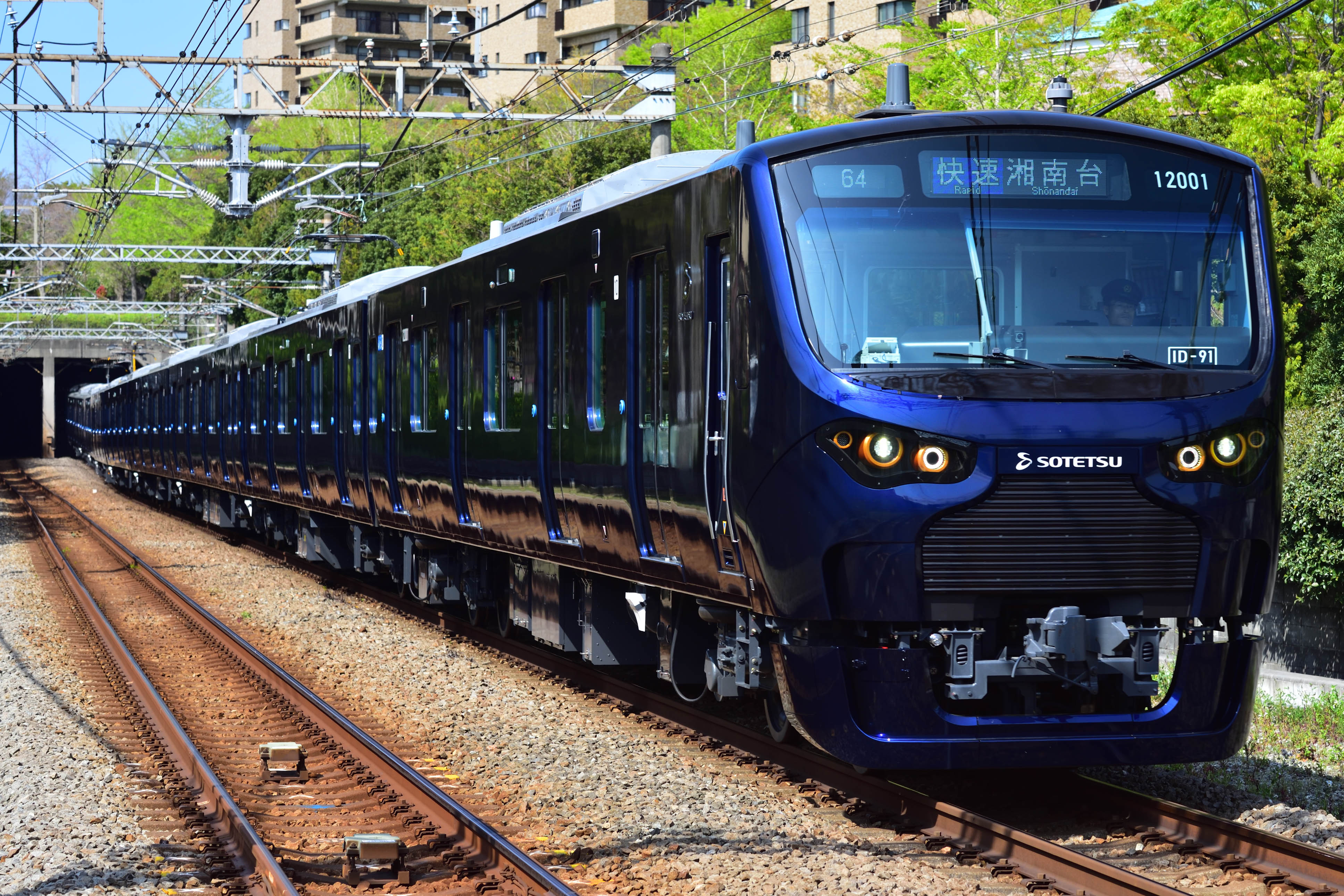
「YOKOHAMA NAVYBLUE」塗装の相鉄12000系車両 （2019年4月 緑園都市駅）

YOKOHAMA NAVYBLUE（ヨコハマネイビーブルー、略称: YNB）は、相模鉄道において同社保有の鉄道車両（電車）に塗装される車体塗色の名称である。
相鉄本線の拠点駅である横浜駅が所在する横浜の海をイメージしたという深みのある水色系（ネイビーブルー）の塗料に、自動車の塗料として用いられるマイカ（雲母）を配合することで輝き感を持たせた塗装としたことが特徴とされ、同社のブランドイメージの向上を目的として2016年（平成28年）春季より導入された。この塗料は大日本塗料が開発・製作したものである。
以下、本項では車体塗色であるYOKOHAMA NAVYBLUEのみならず、同塗装が導入されるに至った相鉄グループのブランド戦略「相鉄デザインブランドアッププロジェクト」についても記述する。

## 概要・沿革
相模鉄道（相鉄）では、2017年（平成29年）12月の創立100周年、および2019年度の都心乗り入れ運転（詳細は「神奈川東部方面線」を参照）を控え、「デザインブランドアッププロジェクト」として自社の認知度とブランドイメージの向上を図る計画が推進されている。その背景には1995年（平成7年）度をピークとして年々減少する輸送人員や、沿線外における自社の認知度が4割程度に留まることへの対策が急がれたことがあり、同プロジェクトに基いて駅舎や職員の制服などのデザインを一新するとともに、乗り入れ運転に用いられる自社車両についても「走る広告塔」との位置付けから、後述のように従来の相鉄のイメージを一新するデザインへと変更する計画が進められている。
計画は2013年（平成25年）頃より立案され、2015年（平成27年）11月に本格始動・正式発表するに至った。デザインの総合監修は熊本県のPRマスコットとして知られるゆるキャラ「くまモン」を考案したアートディレクターの水野学と空間プロデューサーの洪恒夫の両名が務めたものの、広告代理店は関与しない相鉄グループ主体のプロジェクトであり、水野・洪と相鉄グループ社員が頻繁に意見交換を行ってプロジェクトを具体化させていった。
この中で、鉄道車両の車体塗装については「古くならない、醸成するデザイン」および「普遍的な色・素材」を基本コンセプトとし、地元横浜の海の色をイメージしつつ上質感のある普遍的かつ流行に左右されない色として、明度の低い青（ネイビーブルー）一色塗装が選定された。近年の鉄道車両においては構体をアルミニウム合金製あるいはステンレス鋼製として車体塗装を省略する例が当たり前となりつつある中、敢えてそれに逆行するような施策を打ち出したことについては、自社車両は走る広告塔であるとの観点から、車体全体を塗装した利用者に注目される電車を走らせることによって相鉄の知名度向上を図り、ひいては相鉄沿線を居住地として選択肢に入れてもらうことを意図したものである。また、青一色塗装を選定するにあたって念頭に置かれたのは阪急電鉄保有の鉄道車両における伝統的な車体塗色である阪急マルーン（茶色）であり、「新しい100年をつくる中で、100年経っても色あせない、変えない」をコンセプトとしている。
この青色はのちに「YOKOHAMA NAVYBLUE」（ヨコハマネイビーブルー）と名称が決定した。新造する鉄道車両への導入のみならず、従来から保有する鉄道車両についても順次塗装変更を実施し、相鉄新横浜線の全線開業（2023年3月18日）までに全車両のうち8割程度を「YOKOHAMA NAVYBLUE」で統一する予定となっている。さらに2024年度を目処に所有車両全47編成の「YOKOHAMA NAVYBLUE」による統一を完了する予定であるが、コスト面の問題により、機器更新のみを行い塗装を省略する編成も出ている。

## デザインブランドアッププロジェクト
「デザインブランドアッププロジェクト」のコンセプトに基づく、車両のリニューアルおよび新造計画、駅舎のリニューアルおよび新駅整備計画、職員の制服のリニューアルなど、相鉄や沿線のイメージを一新すべく様々なデザインの更新が進められている。当プロジェクトは、プロジェクトによって生み出された車両などの成果物とともにグッドデザイン賞を受賞している。

### 車両のリニューアル・新造
“「YOKOHAMA NAVYBLUE」で車体色を統一”、“「横浜らしさのある顔」に車体正面をデザイン”、“昼と夜で色調の変わる車内照明に”、“内装をグレートーンで統一”を基本方針とし、既存車両のリニューアルが2015年度から、新型車両の製造が2017年度から進められている。
外装は「YOKOHAMA NAVYBLUE」をキーカラーとし、表記類はドイツの工業規格である「DIN 1451」をベースとしたフォントが用いられている。
内装も様々な点が工夫されている。吊り手は自社開発したもので、握りやすさを重視して楕円をベースにした形状とし、ベルト上部やさやを握る方などさまざまなシチュエーションを考慮した。手掛・ベルト部のグレーのトーンにも留意している。
座席の表地は汚れが目立たないようデジタル迷彩がモチーフのランダムパターンとした。一般部のカラーはライトグレー系で、また一部のクロスシート部には英国スコットランド製の本革も使用されている。また新造車にはユニバーサルデザインシートが採用されている。高齢の方や足腰を痛めている方、妊婦の方など、立ち座りを負担と感じる方でも躊躇なく座れるよう、座面を高め・浅めにすることで浅く腰掛けられ、立ち座りがしやすくなっている。
車内表記についても、一部を除き「禁止」「注意喚起」「ご案内やお願い」の3つに分類してピクトサインと文章の組み合わせをパターン化し、貼り付けルールを定め整理している。将来的に表記が追加となった場合にも体裁を崩さずに対応できるものとしている。
車両リニューアル
車両リニューアルの第1陣として、9000系10両1編成 (9703×10) が2016年（平成28年）3月3日にリニューアルを終えて出場した。案内表示器のLCD化や、床材・化粧板・自動窓ボタンなども交換され、大幅にグレードアップされている。2019年（令和元年）10月までに6編成に実施、残る1編成が廃車となったことで9000系はリニューアル車で統一された。この車両のリニューアルと、吊革は2016年にグッドデザイン賞を受賞している。
2020年（令和2年）3月には8000系 (8709×10) に、同年11月には10000系 (10701×10) にもリニューアルが実施されたが、これらの車両では9000系と異なり大幅な改造は行わず、本プロジェクトの最低限の内容のみが実施されている。
2018年5月時点で2025年度までに7編成の車両リニューアルが計画されていたが、2020年代に入ってから起きたコロナ禍の影響などもありスケジュールは遅れている。
車両新造
2018年（平成30年）2月より20000系（10両編成・日立製作所製・東急東横線直通用）が営業運転を開始した。この車両は2018年にグッドデザイン賞を受賞したほか、2019年には相鉄の車両では初めて鉄道友の会ローレル賞を受賞している。また20000系をベースとした21000系（8両編成・日立製作所製・東急目黒線直通用）が2021年（令和3年）9月より営業運転を開始している。
2019年（平成31年）4月には12000系（10両編成・総合車両製作所製・JR埼京線直通用）が営業運転を開始。この車両は2019年にグッドデザイン賞を受賞した。
2025年（令和7年）度より順次13000系を導入予定である。この形式よりデザインブランドアッププロジェクトの第2フェーズの位置づけで従来の「安全×安心×エレガント」のデザインコンセプトに｢未来｣が付加される。

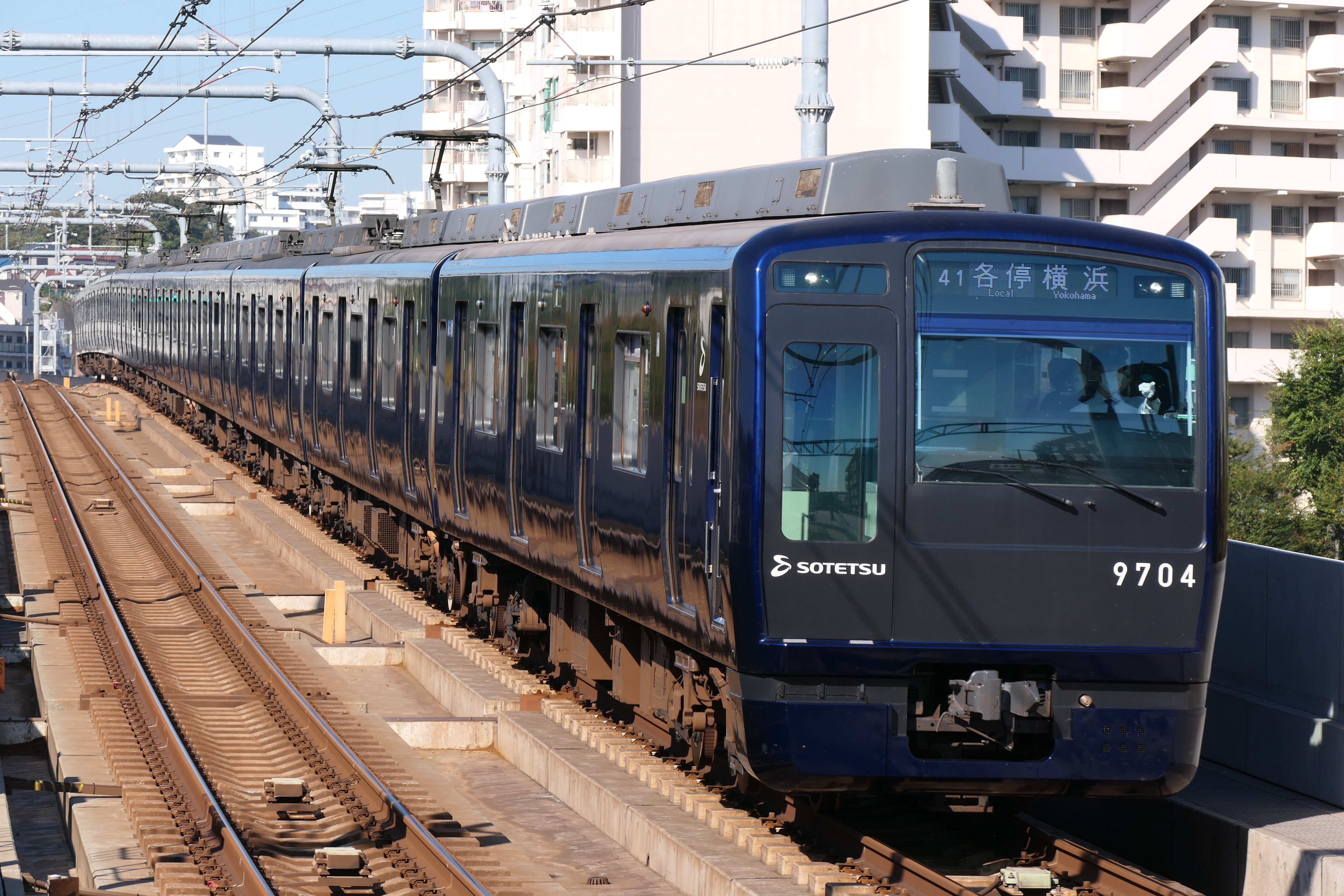
9000系リニューアル車両 （9704×10 2020年10月）
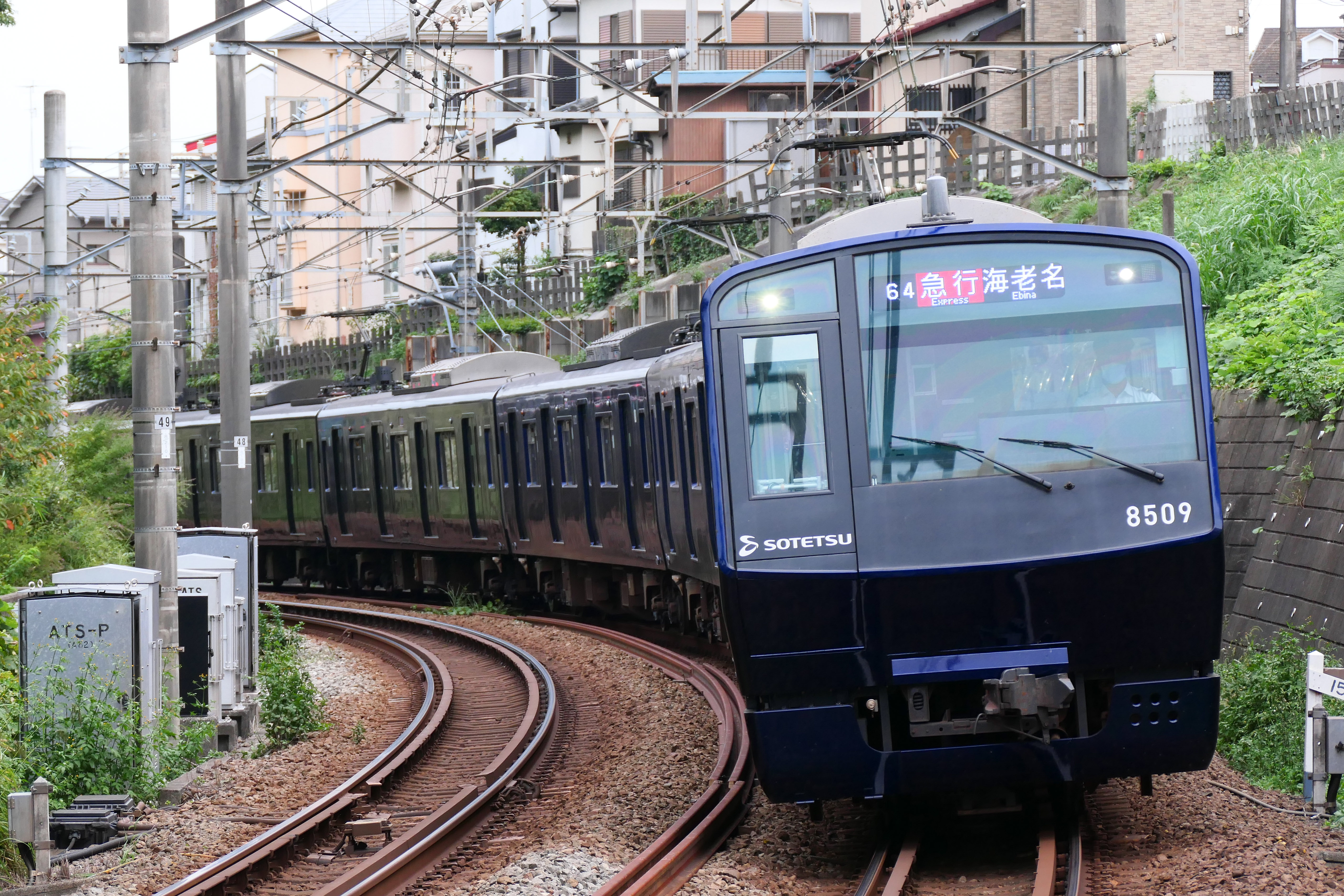
8000系リニューアル車両 （8709×10 2020年9月）
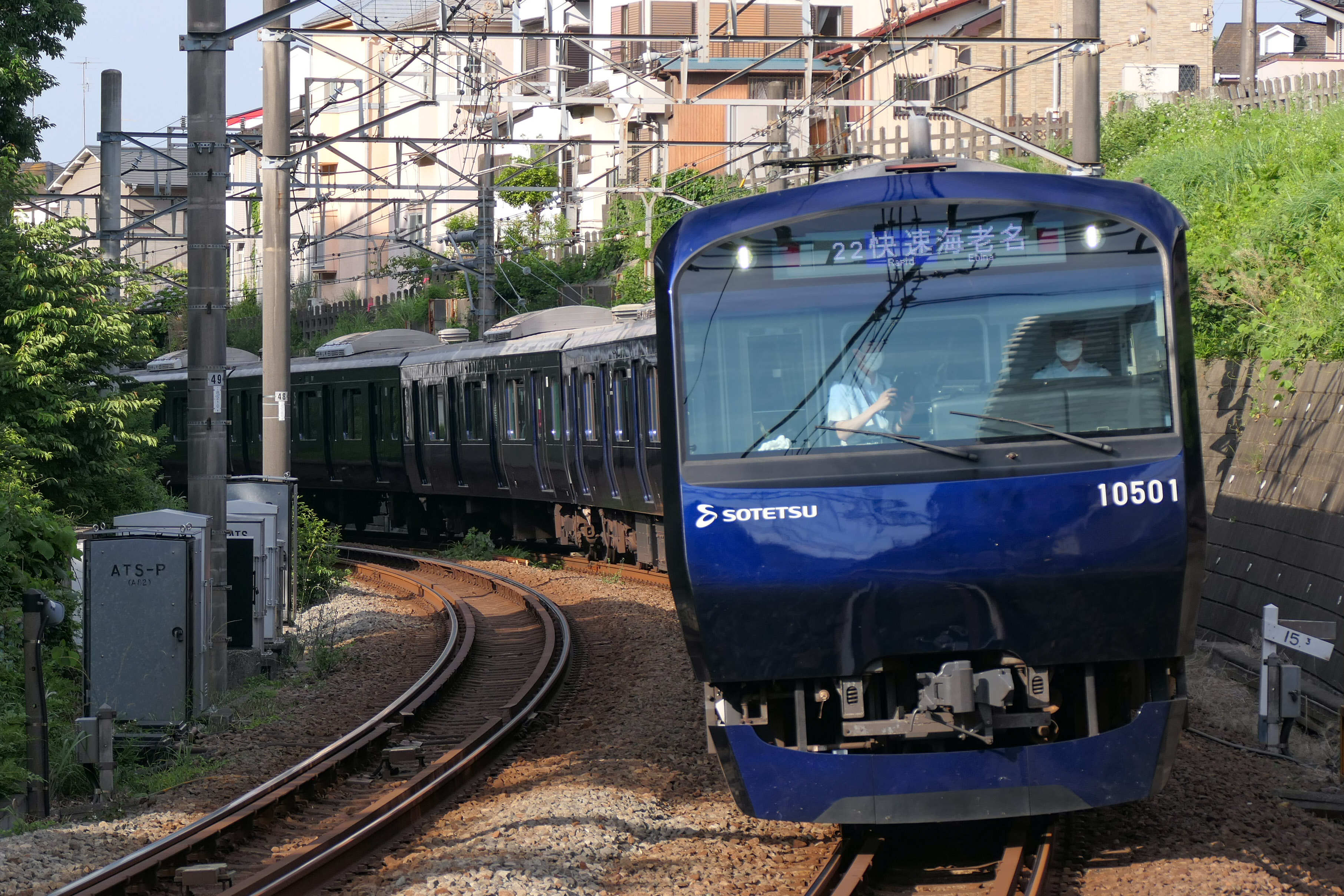
10000系リニューアル車両 （10701×10 2021年5月）
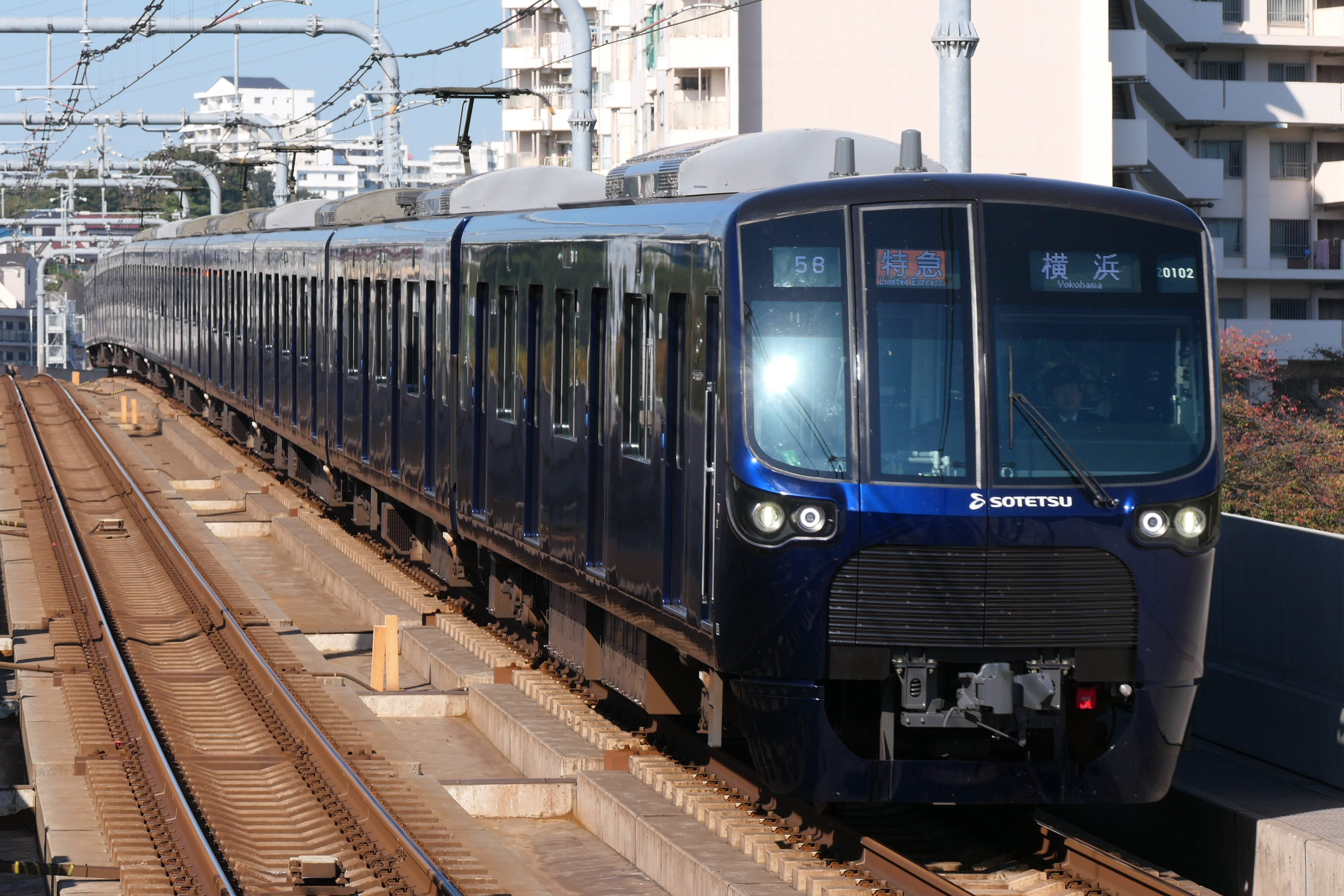
20000系車両（東急直通対応） （20102×10 2020年10月）
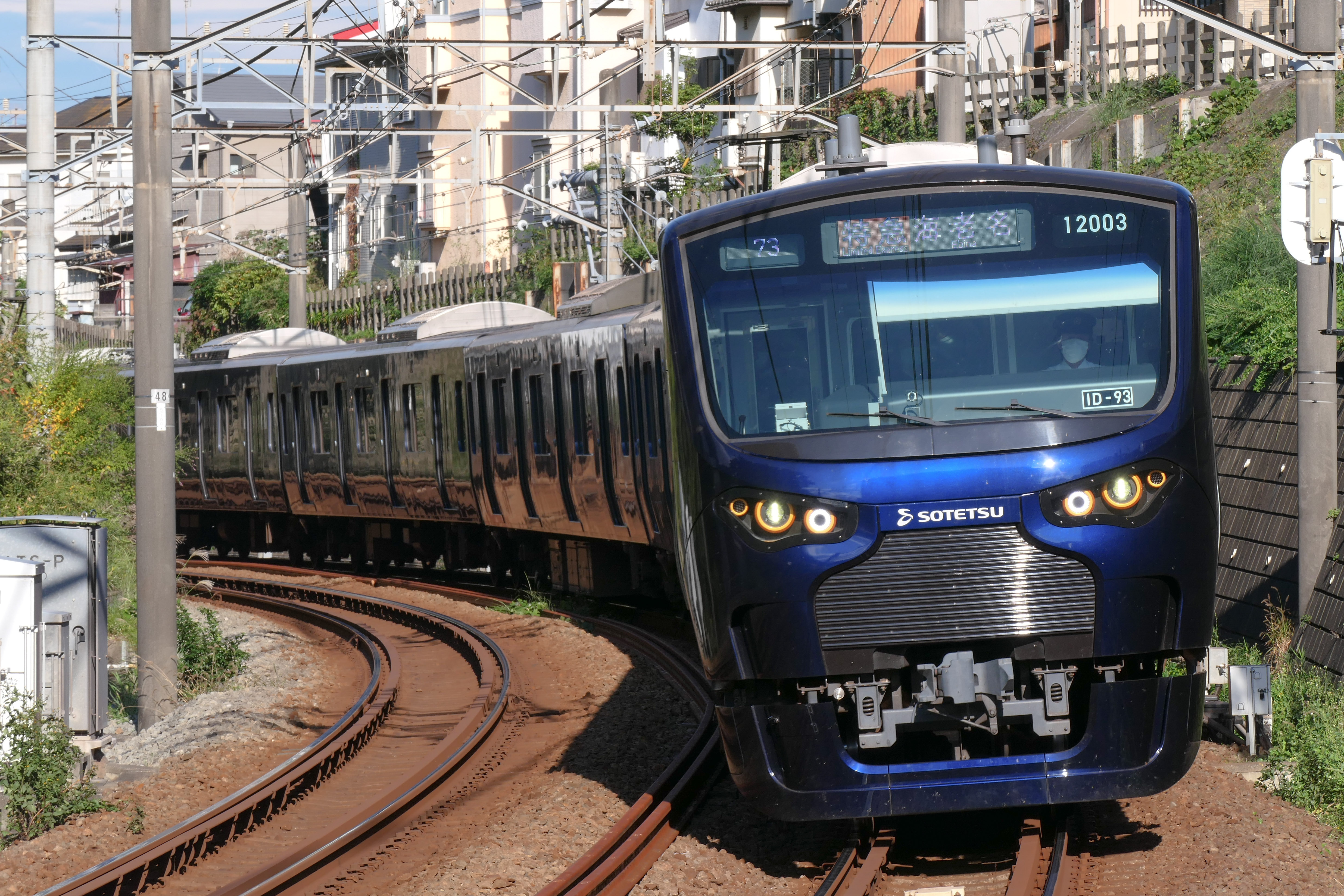
12000系車両（JR直通対応） （12103×10 2020年10月〉

### 駅舎のリニューアル・新駅整備
沿線の駅舎についてもグレーを基調色としてレンガ調のデザインを取り入れたものへと改修する方針を打ち出している。その第一号として既に平沼橋駅が同コンセプトに基いた改修工事を施工済（2017年1月完了）で、他の駅についても改修スケジュールに基いて順次施工する計画である。また、神奈川東部方面線（都心直通線）事業のうち相鉄・JR直通線の整備で新設された新駅「羽沢横浜国大駅」においても同コンセプトに基いた駅舎デザインとなっている。

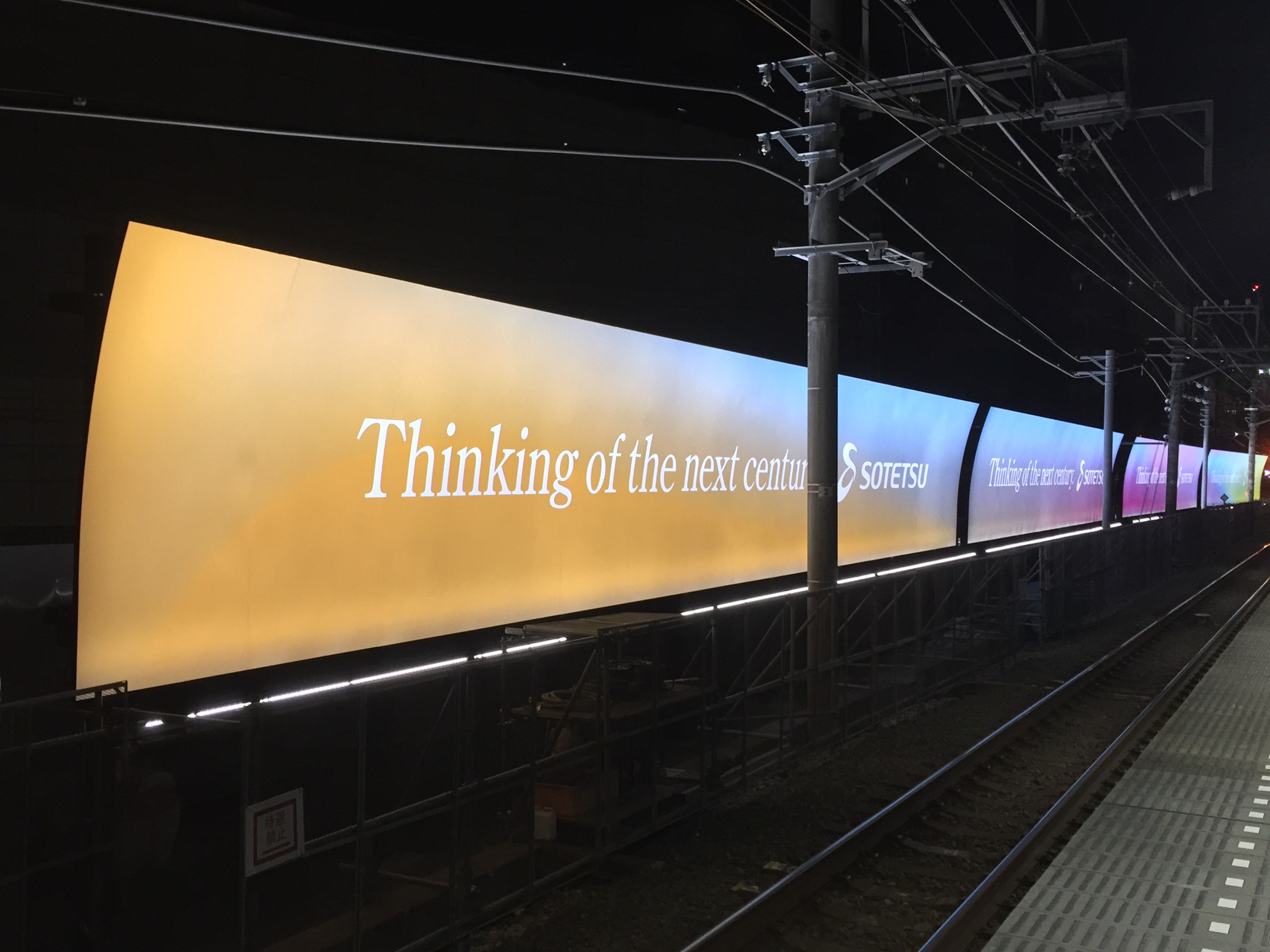
デザインブランドアッププロジェクトにより設置された平沼橋駅のメッセージボード 〈2017年2月〉 プロジェクトの主題"Thinking of the next century."が掲げられている[注 1]
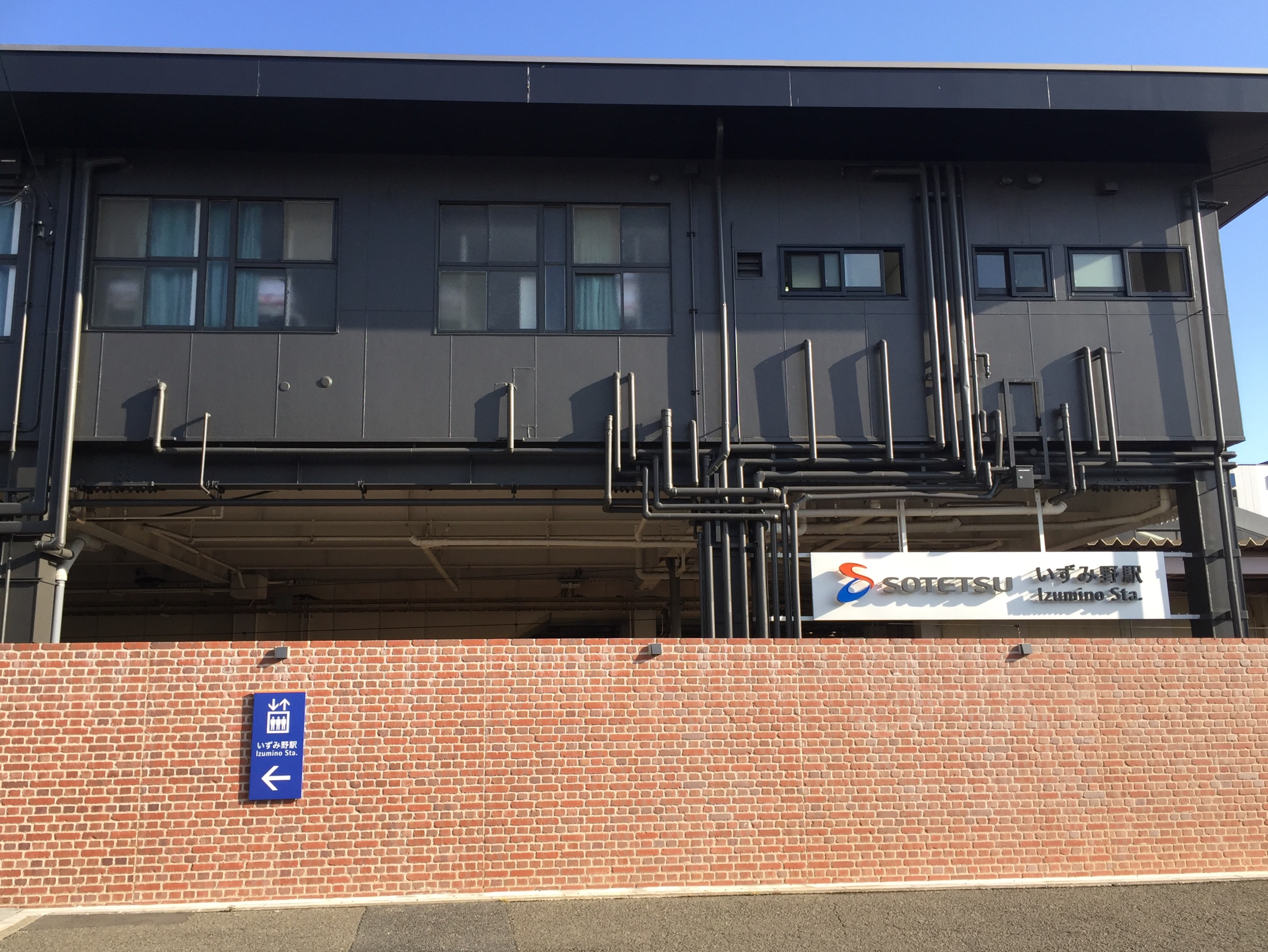
リニューアル後のいずみ野駅駅舎、外壁の一部（塀）はレンガ造りとなっている 〈2017年10月〉
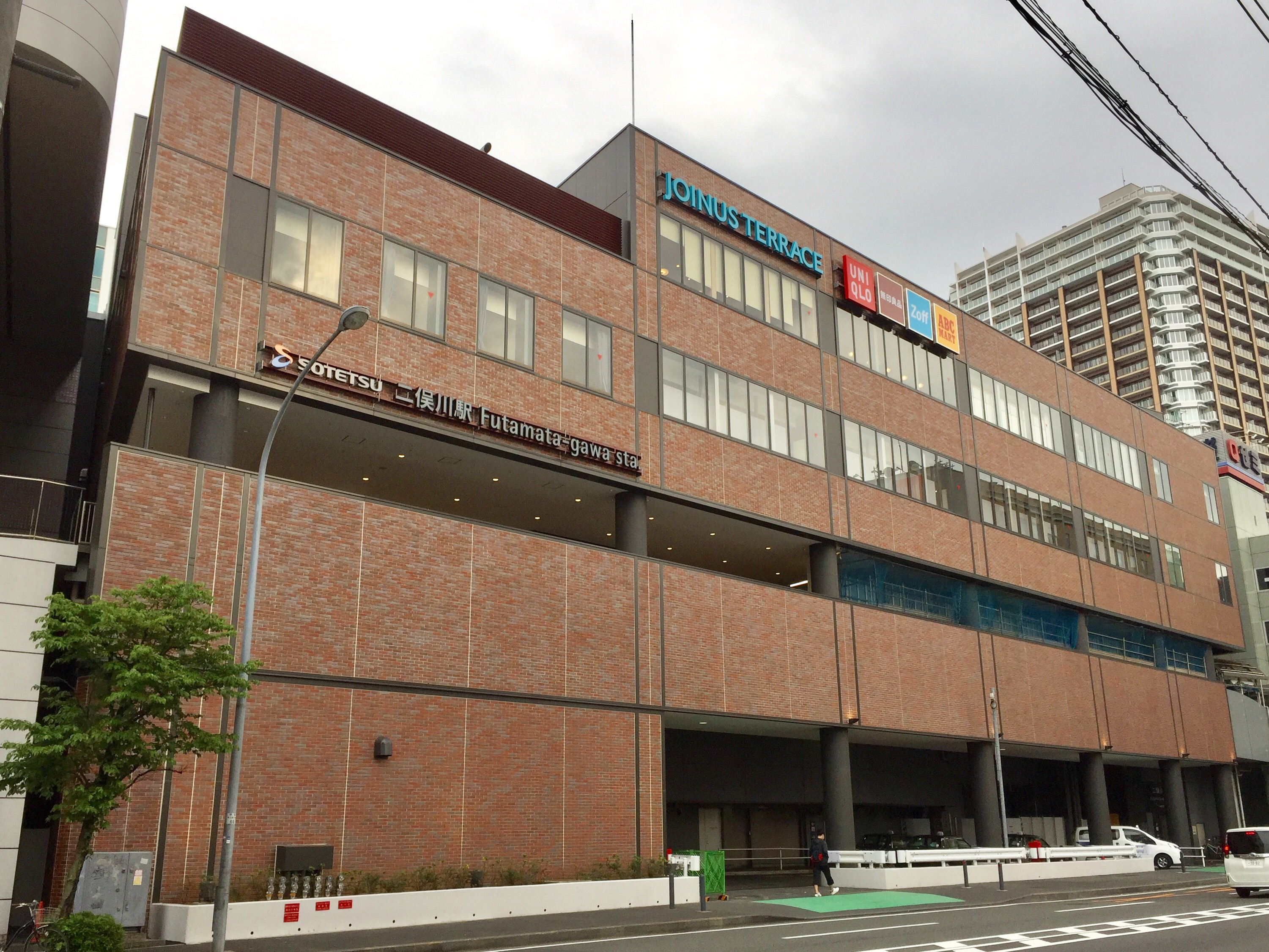
リニューアル後の二俣川駅駅舎、外壁がレンガ造りとなっている 〈2018年5月〉
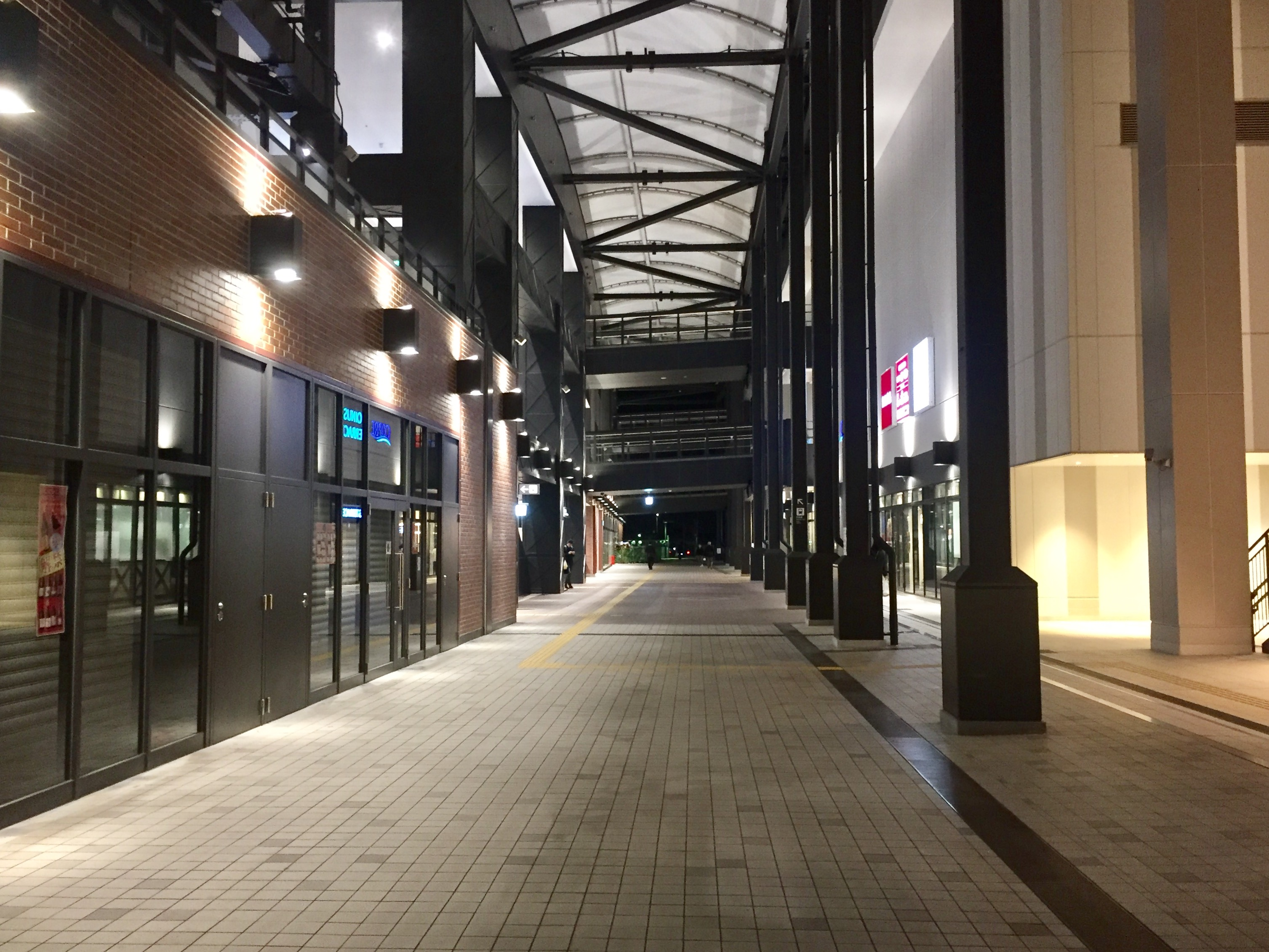
同駅駅舎内に整備された吹き抜け空間 〈2018年11月〉
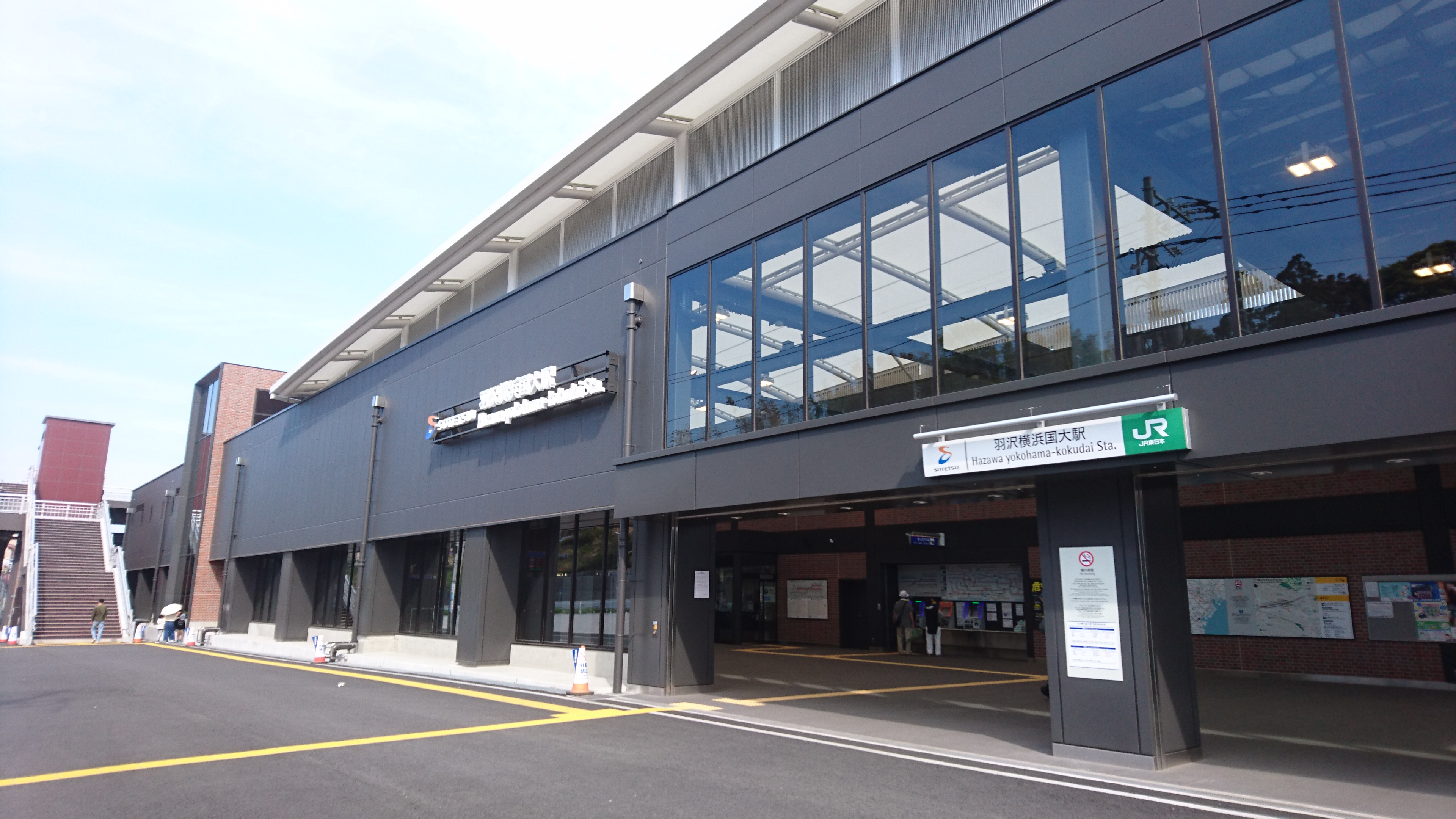
羽沢横浜国大駅の外観〈2020年5月〉
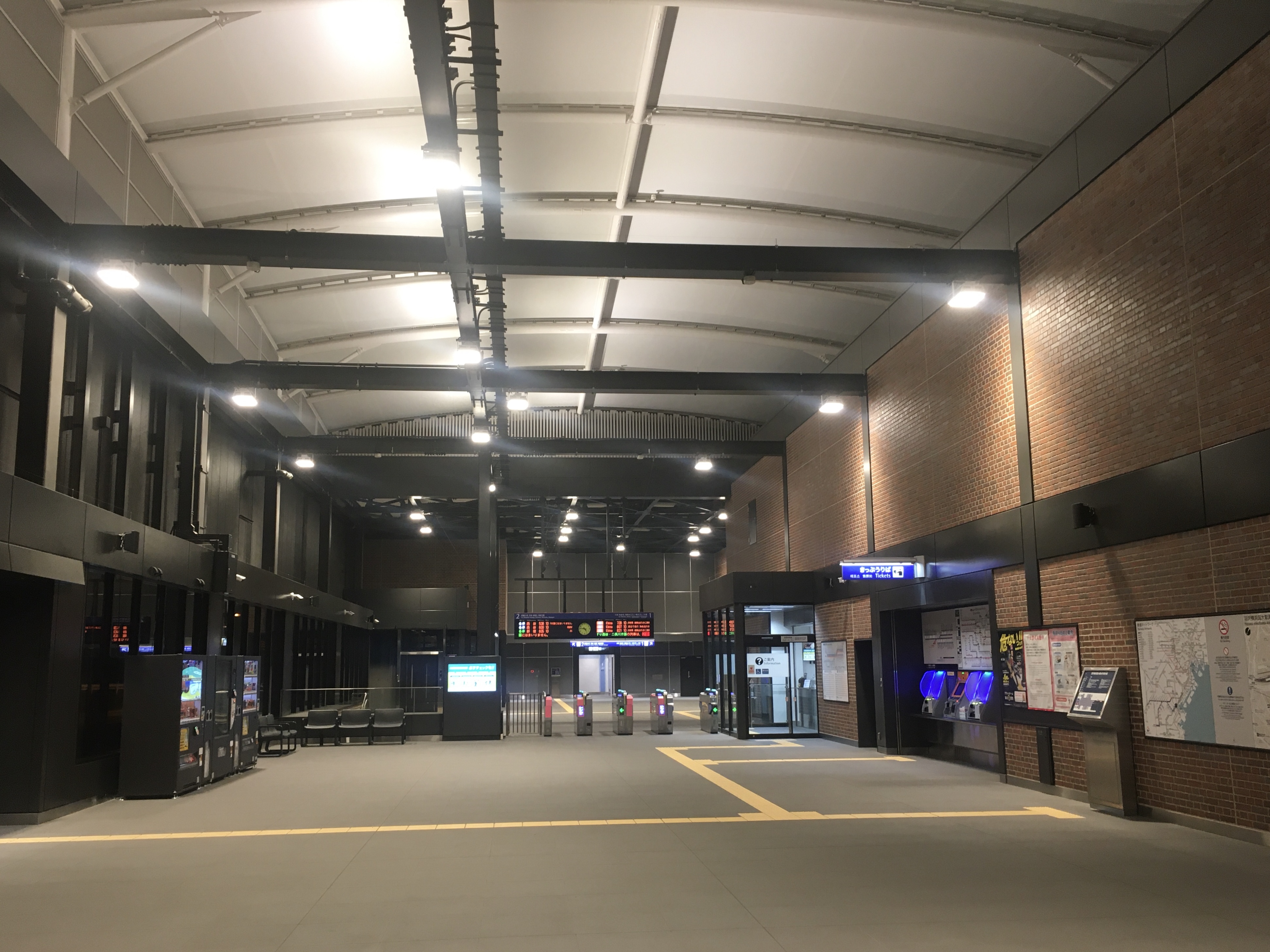
同駅のコンコース〈2020年2月〉

### 制服のリニューアル
9000系リニューアル車の第1編成 (9703F) が公開された2016年（平成28年）3月10日には相鉄の新制服も披露され、モデルをタレントの南明奈が務めた。新制服は水野学と、スタイリストの伊賀大介が協働してデザインし、社員の意見を多く取り入れ、デザインと機能性を両立させたものとなっており、同年11月1日より着用が開始された。

## 受賞
相鉄デザインブランドアッププロジェクトの成果として以下の賞を受賞している。
- ローレル賞（鉄道友の会）
  - 20000系車両〈2019年〉[23][24][25]
- グッドデザイン賞（日本デザイン振興会）
  - 9000系車両のリニューアル・吊革〈2016年〉[14][38]
  - 20000系車両〈2018年〉[22][39]
  - 12000系車両〈2019年〉[27]
  - 二俣川ゲートステーション〈2019年〉[27]
  - 相鉄デザインブランドアッププロジェクト〈2019年〉[27][40]